# Кинематограф Габона
Первым фильмом, произведенным в Габоне, стала лента Джорджа Мануэля о лесном хозяйстве, названная им «Габон — королевство леса» и снятая для французского Министерства иностранных дел в 1936 году.
После обретения Габоном независимости в 1960 году, был создан Национальный центр кинематографии Габона (фр. Centre National du Cinema du Gabon). В 1962 году Робэр Дарен снял первый габонский художественный фильм «Mamy Watta». В 1972 году Филипп Мори, считающийся «отцом габонского кинематографа», снял свой первый художественный фильм «Там-тамы молчат» (фр. Les Tam tams se sont tus).
В целом, современный габонский кинематограф плохо известен за пределами страны. Производимые в Габоне фильмы предназначены скорее для внутреннего потребления.